# Добрые вести из Ватикана
«Добрые вести из Ватикана» (англ. Good News from the Vatican) — фантастический рассказ Роберта Силверберга. Написан в 1971 году. В 1972 году стал лауреатом премии Небьюла-1971 как лучший фантастический рассказ года. Переведён на русский язык в 1989 году Александром Корженевским.

## Сюжет
В Ватикане ожидают избрание нового папы. Конклав проходит уже довольно долго, и никак не может прийти к решению, кому занять римский престол. Неожиданно возникает кандидатура робота. Весь мир замер в ожидании — сможет ли римско-католическую церковь возглавить механическое существо. В итоге папой избирают именно робота (под именем Сикст VI), который, выйдя к ожидающей его толпе, благословляет всех и на реактивных левитаторах поднимается высоко в небо, пока окончательно не скрывается в вышине.

## Публикации
Впервые рассказ был опубликован в 1971 году в антологии Терри Карра «Universe 1». В следующем году вошёл ещё в две антологии: «Best Science Fiction Stories of the Year» Лестер дель Рея и «Nebula Award Stories 7» Ллойда Биггла-младшего.

## Критика
Согласно «Энциклопедии научной фантастики», рассказ посвящён «интеграции робота в человеческую религиозную культуру», но другие критики отметили сатирическое и ироническое содержание рассказа. Пол Браянс указывает, что рассказ показывает свою сатирическую составляющую уже в первом абзаце, где именами конкурирующих кардиналов являются итальянские слова «полотенце» и «артишок». Дон Д’Аммасса пишет о «приглушённой, заниженной сатире» и отмечает темы растущего единообразия и дегуманизации религии. Малкольм Эдвардс классифицирует данный рассказ как один из группы рассказов, опубликованных Силвербергом в начале 1970-х, которые были более экспериментальными, чем крупная форма произведений и испытывали влияние методов, используемых такими писателями, как Дональд Бартельм и Роберт Кувер. В этих рассказах Силвербергом иронично пересмотрены традиционные темы научной фантастики.